# Barbara Read
Barbara Read (ou encore Barbara Reed) est une actrice canadienne, née le 29 décembre 1917 à Port-Arthur, Ontario (Canada) et morte le 11 décembre 1963 à Laguna Beach en Californie.

## Biographie
Barbara Read débute au cinéma en 1936 et figure dans un peu plus d'une vingtaine de films, dont Trois jeunes filles à la page, Behind the Mask, The Shadow Returns. Elle joue pour la dernière fois en 1951 dans une série télévisée, Racket Squad, puis elle met fin à sa carrière. Elle se suicide en 1963, à l'âge de 45 ans.

## Filmographie

### Cinéma
- 1936 : Trois jeunes filles à la page (Three Smart Girls) d'Henry Koster : Kay Craig
- 1937 : Le Gardien fidèle (The Mighty Treve) de Lewis D. Collins : Aileen Fenno
- 1937 : Place aux jeunes (Make Way for Tomorrow) de Leo McCarey : Rhoda Cooper
- 1937 : Après (The Road Back) de James Whale : Lucy
- 1937 : Soixante-quinze minutes d'angoisse (The Man Who Cried Wolf) de Lewis R. Foster : Nan
- 1937 : Merry Go Round of 1938 d'Irving Cummings : Clarice Stockbridge
- 1938 : Midnight Intruder d'Arthur Lubin : Patricia Hammond
- 1938 : The Crime of Doctor Hallet de S. Sylvan Simon : Claire Saunders
- 1939 : Sonority House de John Farrow : Dotty Spencer
- 1939 : The Spellbinder (en) de Jack Hively : Janet Marlowe
- 1940 : Married and in Love de John Farrow : Helen Yates
- 1940 : Curtain Call de Frank Woodruff : Helen Middleton
- 1942 : Too Many Women (en) de Bernard B. Ray : Linda Person
- 1942 : Rubber Racketeers d'Harold Young : Mary Dale
- 1946 : The Shadow Returns de Phil Rosen : Margo Lane
- 1946 : Behind the Mask de Phil Karlson : Margo Lane
- 1946 : Death Valley de Lew Landers : Mitzi
- 1946 : The Missing Lady de Phil Karlson : Margo Lane
- 1947 : Ginger d'Oliver Drake : Peggy Sullivan
- 1947 : Key Witness (en) de D. Ross Lederman : Martha Higby
- 1948 : Ton heure a sonné (Coroner Creek) de Ray Enright : Abbie Miles

### Télévision
- 1951 : Racket Squad, série télévisée
  - Épisode The Bill of Sale Racket : secrétaire